# Віллі Клаас
Віллем (Віллі) Вернер Гюберт Клас (нід. Willem «Willy» Werner Hubert Claes; нар. 24 листопада 1938, Гасселт) — бельгійський державний і політичний діяч.
Закінчив Брюссельський вільний університет. Член Бельгійської соціалістичної партії, а після її розколу — Фламандської. Неодноразово — депутат бельгійського парламенту, вперше завоював мандат в 1968 році.

## Політична кар'єра в Бельгії
Міністр освіти в 1972–1973, став наймолодшим в історії післявоєнної Бельгії членом уряду. Міністр економіки в 1973–1974. В умовах гострої нафтової кризи заслужив похвалу своїми діями займаючи дану посаду. Після поразки своєї партії на виборах — активний член опозиції. Знову міністр економіки в черговому уряді соціалістів — у 1977–1982. У 1979 отримав посаду заступника прем'єр-міністра. В умовах політичної кризи 1980-х років у Бельгії неодноразово уповноважувався королем для проведення переговорів щодо створення урядових коаліцій. Міністр економіки в 1988–1992. Міністр закордонних справ у 1992–1994.

## Генеральний секретар НАТО
Піком його політичної кар'єри стало обрання генеральним секретарем НАТО. На цій посаді він пробув менше року, в 1994–1995. Саме під час короткого керівництва Клааса, НАТО вперше задіяло військову силу для врегулювання конфлікту в Боснії. У зв'язку з розслідуванням про факт отримання хабарів членами Фламандській соціалістичної партії від італійської авіабудівної компанії Agusta змушений був залишити політичну арену.

## Особисте життя
Одружений, має двох синів.